# Raúl Cervantes Andrade
Raúl Cervantes Andrade (Ciudad de México, 3 de junio de 1963) es un abogado, empresario y político mexicano, miembro del Partido Revolucionario Institucional. Es socio fundador y director general del despacho CEA-Abogados. Ha sido en dos ocasiones diputado federal y senador de la República. Presidió el Senado del 1 de septiembre de 2013 al 31 de agosto de 2014.

## Trayectoria
Tiene un doctorado en Derecho por la Universidad Panamericana, en el PRI ha sido Delegado a las Asambleas Nacionales XVIII y XIX, Consejero Político Nacional y coordinador de Asuntos Jurídicos del comité ejecutivo nacional, actualmente es secretario general adjunto del Comité Ejecutivo Nacional de ese instituto político. Ha sido electo diputado federal por representación proporcional en dos ocasiones, a la LVIII Legislatura de 2000 a 2003 y a la LX Legislatura de 2006 a 2009.
En la LX Legislatura es miembro de las comisiones del Distrito Federal, de Justicia y de Puntos Constitucionales; además de la Comisión investigadora de los contratos con PEMEX firmados por el Secretario de Gobernación, Juan Camilo Mouriño y la Comisión para Investigar los Organismos Descentralizados y Empresas de Participación Estatal Mayoritaria en cuanto al Origen, Cobro, Destino e Impacto que tiene en sus Finanzas el Pago del Derecho de Trámite Aduanero.
Electo senador por lista nacional para el periodo de 2012 a 2018, el 1 de septiembre de 2013 asumió la Presidencia del Senado, cargo que concluyó el 31 de agosto de 2014 y el 3 de septiembre siguiente solicitó licencia para separarse indefinidamente de su cargo.
El 5 de noviembre de 2015 retomó sus labores en el Senado y actualmente preside la Comisión del Centenario de la Constitución de 1917.
Después de que David Penchyna Grub renunciara a la presidencia de la Comisión de Energía del Senado de México para fungir como presidente del Infonavit, el 17 de marzo de 2016 el panista Salvador Vega Casillas tomó su lugar y Cervantes Andrade se convirtió en su secretario. Presentó su renuncia en octubre de 2017.

## Controversias
Desde inicios de su gestión como procurador general de la república, Raúl Cervantes Andrade ha sido señalado por encubrimiento en relación con la denuncias por corrupción, enriquecimiento ilícito, tráfico de influencias y el desvío de recursos públicos a empresas privadas; que pesan sobre el exgobernador de Chihuahua, César Duarte Jáquez (2010-2016), realizadas por el abogado y activista social Jaime García Chávez y en relación con casos como la utilización de recursos del erario público para la institución chihuahuense de crédito "Unión Progreso", en la cual Duarte Jáquez, así como quien fuera secretario de Hacienda durante su gestión, Jaime Ramón Herrera Corral; son accionistas. El especial interés con que Cervantes Andrade ha rechazado las acusaciones en contra de Duarte Jáquez y Herrera Corral, así como contra el diputado priista Carlos Hermosillo Arteaga, ligado a Duarte Jáquez; puso en duda su gestión, y es el motivo de distintas acusaciones por encunbrimiento en su contra por parte García Chávez y el Gobernador de Chihuahua Javier Corral Jurado.
El 17 de marzo de 2017, a pesar de la documentación entregada a la Procuraduría General de la República (PGR) y el registro de un expediente con pruebas que acreditan las acusaciones contra Duarte Jáquez, Herrera Corral y Hermosillo Arteaga; Cervantes Andrade niega su existencia sin considerar que los acusantes poseían el número de expediente, AP/PGR/UEAF/001/2014-09, existente en la delegación de la PGR Chihuahua desde el 23 de septiembre de 2014 y aval de la existencia de las denuncias contra Duarte y sus colaboradores. Evento que pone en duda la gestión y credibilidad de Cervantes Andrade frente a la PGR y supone un acto más de corrupción dentro de la administración del presidente constitucional de los Estados Unidos Mexicanos Enrique Peña Nieto.
En septiembre de 2017 se reveló que, supuestamente para evadir el impuesto de tenencia automóvil del Distrito Federal, Cervantes Andrade registró a su nombre un Ferrari 458 Italia en una vivienda deshabitada a las afueras de Cuernavaca. El Registro Público Vehicular indica que fue inscrito el 14 de septiembre de 2012, 13 días después de que se convirtiera en Senador por el PRI.
En octubre de 2017 presenta su renuncia ante la Junta de Coordinación Política del Senado; Alberto Elías Beltrán asumió las funciones por suplencia. 